# Championnat du Pérou de football 1952
Navigation
Saison précédente Saison suivante
La saison 1952 du Championnat du Pérou de football est la vingt-quatrième édition du championnat de première division au Pérou. Les dix clubs participants sont regroupés au sein d'une poule unique où ils s'affrontent deux fois au cours de la saison, à domicile et à l'extérieur. À la fin de la compétition, le dernier du classement est relégué et remplacé par le champion de Segunda División, la deuxième division péruvienne.
C'est le club de l'Alianza Lima qui remporte la compétition après avoir terminé en tête du classement final du championnat, avec cinq points d'avance sur le duo composé de Sport Boys, le tenant du titre, et du Sporting Tabaco. C'est le 9e titre de champion du Pérou de l'histoire du club.

## Les clubs participants
| - Alianza Lima - Sport Boys - Mariscal Sucre - Universitario de Deportes - Ciclista Lima | - Atlético Chalaco - Club Centro Deportivo Municipal - Sporting Tabaco - Centro Iqueño - Asociación Chorrillos - Promu de Segunda División |

## Compétition
Le barème utilisé pour établir le classement est le suivant :
- Victoire : 2 points
- Match nul : 1 point
- Défaite, forfait ou abandon : 0 point

### Classement
| Rang | Équipe                          | Pts | J  | G  | N | P  | Bp | Bc | Diff |
| ---- | ------------------------------- | --- | -- | -- | - | -- | -- | -- | ---- |
| 1    | Alianza Lima                    | 27  | 18 | 12 | 3 | 3  | 57 | 30 | +27  |
| 2    | Sport Boys (T)                  | 22  | 18 | 8  | 6 | 4  | 41 | 33 | +8   |
| 3    | Sporting Tabaco                 | 22  | 18 | 9  | 4 | 5  | 38 | 34 | +4   |
| 4    | Ciclista Lima                   | 20  | 18 | 9  | 2 | 7  | 45 | 44 | +1   |
| 5    | Centro Iqueño                   | 19  | 18 | 8  | 3 | 7  | 38 | 34 | +4   |
| 6    | Mariscal Sucre                  | 18  | 18 | 8  | 2 | 8  | 36 | 37 | -1   |
| 7    | Universitario de Deportes       | 16  | 18 | 7  | 2 | 9  | 36 | 36 | 0    |
| 8    | Club Centro Deportivo Municipal | 15  | 18 | 6  | 3 | 9  | 45 | 44 | +1   |
| 9    | Atlético Chalaco                | 12  | 18 | 5  | 2 | 11 | 33 | 44 | -11  |
| 10   | Asociación Chorrillos (P)       | 9   | 18 | 3  | 3 | 12 | 22 | 55 | -33  |

|  | Champion du Pérou 1952                                |
|  | Relégation directe en Segunda División                |
|  | (T) : Tenant du titre (P) : Promu de Segunda División |

## Bilan de la saison
| Championnat du Pérou de football 1952 |                         |
| Champion                              | Alianza Lima (9e titre) |
| Promotions et relégations             |                         |
| Promus en Primera División            | Unión Callao            |
| Relégués en Segunda División          | Asociación Chorrillos   |